# Petite Maison Blanche
 (février 2011).
Si vous disposez d'ouvrages ou d'articles de référence ou si vous connaissez des sites web de qualité traitant du thème abordé ici, merci de compléter l'article en donnant les références utiles à sa vérifiabilité et en les liant à la section « Notes et références ».
 (février 2011).
Améliorez-le ou discutez des points à vérifier. 
La Petite Maison Blanche est une célèbre maison située dans le secteur Le Bassin de l'arrondissement de Chicoutimi dans la ville de Saguenay, dans la province de Québec au Canada.

## Constructions
La Petite Maison Blanche a été construite en 1890 par Elzéard Gagnon, au cœur d'un des premiers quartiers de la ville de Chicoutimi, aujourd’hui un quartier de Saguenay. D’une dimension de 24 pieds par 24 pieds, sa construction est de type pièces sur pièces et elle possède deux étages.

## Habitants
La Petite Maison Blanche a connu plusieurs propriétaires successifs, dont Elzéard Gagnon, Napoléon Tremblay, Thomas Desmeule, Rose Délima Dubé, Alyre Genest et Jeanne D’Arc Lavoie Genest. Depuis juillet 1997, la PMB appartient à la ville.

## Événement historique
Dans la nuit du 26 au 27 juillet 1947, la Petite Maison Blanche et tout le quartier environnant subit une inondation causée par le débordement du barrage situé tout près, en amont. Les dégâts sont mineurs. Le débordement fut causé par un employé qui avait oublié d’ouvrir les pelles du barrage.
Le 19 juillet 1996, le barrage déborde de nouveau. Cette fois-ci, les dégâts sont très importants. Les maisons du quartier où se situe la Petite Maison Blanche sont soit emportées par le torrent, soit gravement endommagées par l’eau qui se déverse du réservoir pendant 4 jours. Contrairement à 1947, le débordement du barrage fut causé par des pluies torrentielles sans précédent. On appela cet événement « Le déluge du Saguenay ».

## La maison devenue célèbre
Les médias du monde entier couvrirent l’événement du déluge du Saguenay en direct. La Petite Maison Blanche, en plein cœur de l’inondation, résista jour après jour à l’assaut de l’eau tandis que les demeures environnantes étaient emportées les unes après les autres par le torrent d’eau. La Petite Maison Blanche bénéficia ainsi d’une couverture médiatique qui contribua à la faire connaître aux quatre coins du monde. Des images de cette maison ont même été utilisées dans un épisode de la série MillenniuM de Chris Carter (saison 1 épisode 13: Force Majeure). Seule survivante de l’inondation de juillet 1996, la Petite Maison Blanche se trouve dans un parc municipal.

## La maison dans un parc

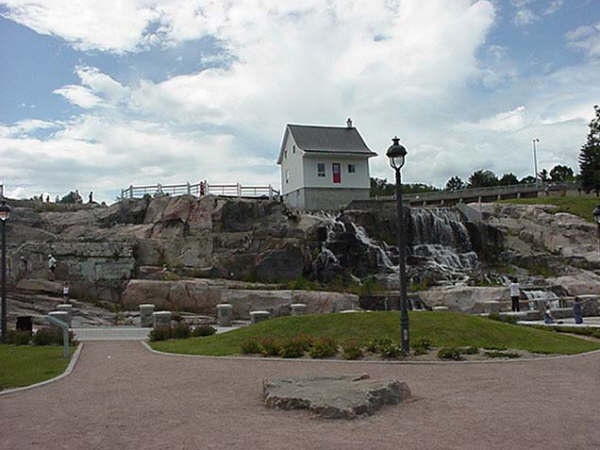
La maison au milieu du parc municipal aménagé à la suite des inondations.

Le quartier environnant la Petite Maison Blanche ne fut jamais reconstruit après l’inondation. Il fut aménagé en un parc municipal où se trouve la maison.

## Musée
En 2005, on aménage à l’intérieur de la maison un musée racontant son histoire et relatant la catastrophe qu’a connue le Saguenay en 1996. Attraction touristique, le musée de la Petite Maison Blanche est visité par plusieurs milliers de visiteurs chaque été.